# Šarja
Šarja (rusky Шарья́) je město v Kostromské oblasti v Ruské federaci. Při sčítání lidu v roce 2010 měla přes třiadvacet tisíc obyvatel.

## Poloha
Šarja leží na levém, východním břehu Vetlugy v povodí Volhy, ovšem mezi ní a řekou leží těsně sousedící sídlo městského typu Vetlužskij.

## Dějiny
Šarja byla založena v roce 1906 se stavbou nádraží na železniční trati z Petrohradu přes Vologdu do Vjatky, která se později stala součástí Transsibiřské magistrály. Byla pojmenována po nedaleko ležícím potoce.
Od 27. listopadu 1938 je Šarja městem.

### Rodáci
- Ljudmila Sergejevna Kolčanovová (*1979), atletka